# Caroline Records
Caroline Records est un label discographique américain, ayant émergé comme branche secondaire du label Virgin Records America de Richard Branson entre le début et le milieu des années 1970. Le label est spécialisé dans la publication d'albums de rock alternatif, jazz, rock progressif, hip-hop, post-punk, new wave, pop, musique électronique et thrash metal.

## Histoire
Le premier album publié au label s'intitule Outside the Dream Syndicate de Tony Conrad et Faust en 1973.
Le 20 février 2014, la signature du rappeur 50 Cent au label est annoncée ; le label publiera son prochain album le 3 juin 2014. Steven Wilson se joint au label en avril 2017, avant la sortie de son cinquième album.